# Stepan Malygin
Stepan Gavrilovich Malygin (em russo:  Степан Гаврилович Малыгин) (m. 1 de agosto de 1764) foi um explorador do Ártico russo.
Em 1711–1717, Stepan Malygin estudava na Escola de Ciências Matemáticas e da Navegação de Moscovo. Após a conclusão do curso, Malygin começou carreira como cadete naval e foi promovido a tenente quatro anos depois. Serviu na Frota do Báltico até 1735.
Stepan Malygin foi o primeiro a escrever um manual de navegação em russo, chamado Сокращённая навигация по карте де-Редукцион (1733). No iníciode 1736, Malygin foi nomeado líder da parte ocidental da Segunda Expedição a Kamchatka. Em 1736–1737, doi snavios Perviy (Primeiro) e Vtoroy (Segundo) sob o seu comando e o de A.Skuratov fizeram viagem entre a ilha Dolgiy no mar de Barents até à foz do rio Ob. Na viagem Malygin descreveria parte da costa entre o rio Pechora e o rio Ob